# Валтер (фудбалер, 1912)
Валтер де Соуза Гуларт (Рио де Жанеиро, 17. јул 1912 — 13. новембар 1951), познат само као Валтер, био је бразилски фудбалер који је играо на позицији голмана. Играо је за репрезентацију Бразила на светском првенству у фудбалу 1938. године, где су успели да освоје треће место.